# Débora Duboc
Débora Duboc (Ribeirão Preto, São Paulo, 4 de maio de 1965) é uma atriz brasileira.
Formada em artes cênicas pela Unicamp.

## Biografia
No teatro esteve no elenco da peça Liberdade, Liberdade, de Millôr Fernandes e Flávio Rangel, no Teatro Cultura Artística, em São Paulo.
Atuou no filme Tapete Vermelho de Luiz Alberto Pereira.
Era casada com o diretor Toni Venturi dos filmes Cabra-cega e Latitude Zero, em que foi protagonista. Toni morreu afogado na praia de Barra do Una, em São Sebastião no dia 18 de maio de 2024.

## Filmografia

### Cinema
| Ano  | Título                                   | Personagem                               | Notas                      |
| ---- | ---------------------------------------- | ---------------------------------------- | -------------------------- |
| 1999 | Ano Novo                                 | Malu                                     | Curta-metragem             |
| 1999 | Fim de Caso                              | Esposa                                   | Curta-metragem             |
| 2000 | Através da Janela                        | Gerente do supermercado                  |                            |
| 2001 | Memórias Póstumas                        | Dona Eusébia                             |                            |
| 2002 | Latitude Zero                            | Lena                                     |                            |
| 2003 | Imensidade                               | Idalina                                  | Curta-metragem             |
| 2003 | Onde Quer Que Você Esteja                | Lúcia                                    | Curta-metragem             |
| 2005 | Cabra-cega                               | Rosa                                     | também produtora associada |
| 2006 | Tapete Vermelho                          | Sebastiana                               |                            |
| 2008 | Na Pista do Apito                        | Mãe                                      | Curta-metragem             |
| 2008 | Filmefobia                               | Mulher com fobia de lesmas               |                            |
| 2010 | Bom Dia, Eternidade                      | Enfermeira                               |                            |
| 2011 | Segundo Movimento para Piano e Costura   | Marília                                  |                            |
| 2011 | As Doze Estrelas                         | Eva Maria                                |                            |
| 2011 | Estamos Juntos                           | Elisa                                    |                            |
| 2016 | Piedade, Piedade!                        | Piedade Coutinho aos 45 anos             | Curta-metragem             |
| 2017 | A Comédia Divina                         | Ester                                    | [ 5 ]                      |
| 2018 | Onde Quer Que Você Esteja                | Lúcia                                    | [ 6 ]                      |
| 2021 | O Buscador                               | Rita                                     |                            |
| 2021 | A Menina que Matou os Pais               | Nadja Quissak Cravinhos de Paula e Silva |                            |
| 2021 | O Menino que Matou meus Pais             | Nadja Quissak Cravinhos de Paula e Silva |                            |
| 2022 | Primavera                                | Heloísa                                  | [ 9 ]                      |
| 2022 | Cordialmente Teus                        | Andreia                                  |                            |
| 2023 | A Menina Que Matou os Pais - A Confissão | Nadja Quissak Cravinhos de Paula e Silva |                            |
| 2024 | Meu Casulo de Drywall                    | Cristina                                 | [ 11 ]                     |

### Televisão
| Ano  | Título         | Personagem     | Notas                             |
| ---- | -------------- | -------------- | --------------------------------- |
| 1999 | Você Decide    | Elisa          | Episódio: "Assim É se lhe Parece" |
| 2010 | Passione       | Olga Junqueira |                                   |
| 2014 | Alto Astral    | Drª Ivani      |                                   |
| 2016 | Unidade Básica | Cícera         | Episódio: "Eraldo"                |
| 2022 | Sob Pressão    | Nair           | Episódio 6                        |
| 2025 | Aqueles Dias   | Betty          |                                   |

## Teatro
| Ano  | Título                                                                                         | Papel                                | Prêmio | Categoria              |
| ---- | ---------------------------------------------------------------------------------------------- | ------------------------------------ | --- | ---------------------- |
| 2023 | O Que Nos Mantém Vivos                                                                         | Debinha / Santa Joana dos Matadouros | |                        |
| 2019 | A Valsa de Lili                                                                                | Lili                                 | Troféu APCA (Associação Paulista de Críticos de Arte)[carece de fontes?]                                                                                     | Melhor atriz de teatro |
| 2013 | Jocasta                                                                                        |                                      | |                        |
| 2002 | Mostra de Dramaturgia Contemporânea do Teatro Popular do Sesi (15 textos de novos dramaturgos) |                                      | |                        |
| 2001 | Pedro Mico                                                                                     |                                      | |                        |
| 2000 | O Espírito da Terra                                                                            |                                      | |                        |
| 1999 | As Três Irmãs                                                                                  | Natasha                              | |                        |
| 1998 | A Arte da Comédia                                                                              |                                      | |                        |
| 1998 | O Homem das Galochas                                                                           |                                      | Troféu APCA (Associação Paulista de Críticos de Arte) |                        |
| 1997 | Senhorita Else                                                                                 |                                      | Troféu APCA (Associação Paulista de Críticos de Arte) Prêmio Shell Prêmio APETESP (Associação dos Produtores de Espetáculos Teatrais do Estado de São Paulo) |                        |
| 1995 | Píramo e Tisbe                                                                                 |                                      | |                        |
| 1994 | Peça Coração                                                                                   |                                      | |                        |
| 1993 | A Bilha Quebrada                                                                               |                                      | |                        |
| 1992 | Ricardo II                                                                                     | Rainha                               | |                        |
| 1991 | Há um Trem dentro da Noite                                                                     |                                      | |                        |

## Prêmios e indicações
| Ano  | Associações                                 | Categoria                                  | Nomeações                 | Resultado | Ref.   |
| ---- | ------------------------------------------- | ------------------------------------------ | ------------------------- | --------- | ------ |
| 1997 | Prêmio APCA de Teatro                       | Melhor Atriz de Teatro                     | Senhorita Else            | Venceu    | [ 12 ] |
| 1997 | Prêmio Shell                                | Melhor Atriz                               | Senhorita Else            | Venceu    | [ 14 ] |
| 1998 | Prêmio APESTESP de Teatro                   | Melhor Atriz em Peça Adulta                | Senhorita Else            | Venceu    | [ 15 ] |
| 1998 | Prêmio APESTESP de Teatro                   | Melhor Atriz em Peça Infantil              | O Homem das Galochas      | Venceu    | [ 15 ] |
| 1998 | Prêmio APCA de Teatro                       | Melhor Atriz de Teatro                     | O Homem das Galochas      | Venceu    | [ 12 ] |
| 1999 | Prêmio Shell                                | Melhor Atriz                               | A Arte da Comédia         | Indicada  | [ 16 ] |
| 2001 | Miami Brazilian Film Festival               | Melhor Atriz                               | Latitude Zero             | Venceu    | [ 17 ] |
| 2001 | Molodist Kyvi International Film Festival   | Melhor Atriz                               | Latitude Zero             | Venceu    | [ 17 ] |
| 2003 | Grande Prêmio do Cinema Brasileiro          | Melhor Atriz                               | Latitude Zero             | Indicada  | [ 18 ] |
| 2003 | Prêmio Guarani de Cinema Brasileiro         | Melhor Atriz                               | Latitude Zero             | Indicada  |        |
| 2003 | Festival de Cinema de Belo Horizonte        | Melhor Atriz (de curta-metragem)           | Imensidade                | Venceu    | [ 17 ] |
| 2004 | Festival de Cinema de Ribeirão Preto        | Melhor Atriz (de curta-metragem)           | Onde Quer que Você Esteja | Venceu    | [ 17 ] |
| 2004 | FAM - Florianópolis Audiovisual Mercosul    | Melhor Atriz (de curta-metragem)           | Onde Quer que Você Esteja | Venceu    | [ 17 ] |
| 2004 | Prêmio Shell                                | Melhor Atriz                               | A Cabeça                  | Indicada  | [ 19 ] |
| 2005 | Festival de Cinema Brasileiro de Belém      | Melhor Atriz                               | Cabra-cega                | Venceu    | [ 17 ] |
| 2006 | Prêmio Contigo! de Cinema Nacional          | Melhor Atriz Coadjuvante (voto do júri)    | Cabra-cega                | Venceu    | [ 20 ] |
| 2006 | Prêmio Fiesp/Sesi-SP do Cinema Paulista     | Melhor Atriz                               | Cabra-cega                | Venceu    | [ 21 ] |
| 2013 | Prêmio APCA de Teatro                       | Melhor Atriz de Teatro                     | Jocasta                   | Indicada  | [ 22 ] |
| 2013 | Prêmio Aplauso Brasil                       | Melhor Atriz                               | Jocasta                   | Indicada  | [ 23 ] |
| 2019 | Prêmio APCA de Teatro                       | Melhor Atriz de Teatro                     | A Valsa de Lili           | Venceu    | [ 24 ] |
| 2019 | Prêmio Aplauso Brasil                       | Melhor Atriz                               | A Valsa de Lili           | Indicada  | [ 25 ] |
| 2020 | Cine PE - Festival do Audiovisual           | Melhor Atriz Coadjuvante em Longa-metragem | O Buscador                | Venceu    | [ 26 ] |
| 2022 | Curta Santos - Festival de Cinema de Santos | Melhor Atriz                               | Fim                       | Venceu    | [ 27 ] |